# Stubica (Ljubuški, BiH)
Stubica je naseljeno mjesto u gradu Ljubuškom, Federacija BiH, BiH.

## Stanovništvo

### 1991.
Nacionalni sastav stanovništva 1991. godine, bio je sljedeći:
ukupno: 299
- Hrvati - 299

### 2013.
Nacionalni sastav stanovništva 2013. godine, bio je sljedeći:
ukupno: 305
- Hrvati - 305